# Villard-Saint-Christophe
Villard-Saint-Christophe é uma comuna francesa na região administrativa de Auvérnia-Ródano-Alpes, no departamento de Isère.